# 2025년 이스라엘-하마스 전쟁 휴전
2025년 이스라엘-하마스 전쟁 휴전은 이스라엘-하마스 전쟁을 종식시키기 위한 휴전 협정과 인질 및 포로 교환이 이스라엘과 하마스 간에 2025년 1월 15일에 합의되었으며, 1월 19일에 발효된 것이다. 이 제안은 처음에 미국, 이집트, 카타르의 중재자들이 초안을 작성하였고, 하마스가 2024년 5월 5일에 수락하였으며, 5월 31일에 조 바이든 미국 대통령이 제시하였다. 2025년 1월까지 이스라엘과 하마스 양측은 유사한 제안에 합의하였다. 이 제안은 3단계로 구성되어 있으며, 6주간의 휴전, 가자 지구에서 인질로 잡혀 있는 모든 이스라엘인을 이스라엘이 일부 팔레스타인인을 잡아두는 대가로 석방하는 것, 영구적 휴전, 이스라엘의 가자 지구 철수, 3~5년에 걸쳐 진행되는 재건 과정으로 시작된다.